# آيت سيدي بن داود (آيت حمو أعبد السلام)
آيت سيدي بن داود هو دُوَّار يقع بجماعة دير القصيبة، إقليم بني ملال، جهة بني ملال خنيفرة في المملكة المغربية. ينتمي الدوّار لمشيخة آيت حمو أعبد السلام التي تضم 4 دواوير. يقدر عدد سكانه بـ 329 نسمة حسب الإحصاء الرسمي للسكان والسكنى لسنة 2004.

## وصلات خارجية
- البوابة الوطنية للجماعات الترابية
- المندوبية السامية للتخطيط